# The Twilight Valley
The Twilight Valley es el quinto álbum de estudio de la banda japonesa GARNET CROW, lanzado al mercado el día 4 de octubre del año 2006 bajo el sello GIZA studio.

## Detalles
Este es el primer trabajo discográfico desde la compilación de la banda "Best", y tras dos años de haberse lanzado el anterior álbum de estudio "I'm waiting 4 you". Desde el tema baladas, temas Pop/Rock y Pop hacen de este álbum uno de los más variados en estilos de la banda. Primeras ediciones también incluyeron un DVD con un concierto realizado por la banda en el año 2005, y también un distinto orden entre los temas incluidos, aparte de otros aspectos estéticos como la portada distinta, el libreto, etc.

## Canciones
1. Anywhere
2. Maboroshi (まぼろし?) ～Album arr.～
3. Koyoi Eden no Katasumi de (今宵エデンの片隅で?)
4. Rusty Rail
5. Yume·Hanabi (夢・花火?)
6. Kakurenbo (かくれんぼ?)
7. Himawari no Iro (向日葵の色?)
8. Haredokei (晴れ時計?)
9. Marginal Man (マージナルマン?)
10. Rai·Rai·Ya (籟・来・也?)
11. Yellow Moon
12. Mou Chotto Sagashite Mimashou (もうちょっとサガシテみましょう?)
13. Haru Matsu Hana no you ni (春待つ花のように?)
14. WEEKEND